# Tjaš Begić
Pour les articles homonymes, voir Begić.
Tjaš Begić, né le 30 juin 2003 à Izola, est un footballeur slovène qui joue au poste d'ailier au Frosinone Calcio, en prêt de Parma Calcio.

## Biographie

### Carrière en club
Né à Izola en Slovénie, Tjaš Begić est formé entre le NK Izola et le FC Koper, puis le ND Gorica, où il commence sa carrière professionnelle en championnat de Slovénie, avant de permettre à son club la promotion en  championnat de Slovénie pour la  saison 2020-2021,.
Après une saison pleine au plus haut niveau slovène, Begić est transféré aux NK Celje pour la saison 2021-2022.
Le 5 juillet 2022, Begić rejoint l'équipe de Serie C de Vicenza, signant un contrat de quatre ans avec le club. Il s'illustre dès sa première saison en Italie, remportant notamment la Coppa Italia Serie C, titulaire en finale contre la Juventus Next Gen,.
En juillet 2023, il est transféré au Parma Calcio en Championnat d'Italie de deuxième division,,,.
Begić est sacré champion d'Italie de deuxième division lors de la saison 2023-2024,,, malgré une deuxième saison où il a moins joué, freiné par les blessures,,.

### Carrière en sélection
Tjaš Begić est international junior avec la Slovénie jusqu'aux moins de 19 ans.
Begić est ensuite international espoirs avec la Slovénie à partir 2021,.

## Palmarès
Parma Calcio
- Championnat d'Italie de deuxième division
  - Champion en 2023-2024